# Mario Di Iorio
Mario Andrea Di Iorio (Chieti, 24 settembre 1944 – Pescara, 22 giugno 2015) è stato un regista teatrale, imprenditore, sceneggiatore e giornalista italiano, molto noto in Abruzzo e nel mondo della cultura.
È stato il primo imprenditore indipendente e regista teatrale in Abruzzo con la Produzione Don Chisciotte e poi con oltre 30 messe in scena nell'arco di 25 anni.
Ha diretto, prodotto, coprodotto e scritto più di 50 programmi per la Rai, lavorando come regista e produttore indipendente.
Tra le sue opere più famose La figlia di Iorio - Il Film (2005).

## Biografia
Nacque a Chieti, il padre Cesare era educatore e direttore didattico, la madre, Serafina era detta Lina, di Faenza. Il padre è stato, presso il comune di Chieti, consigliere comunale e assessore tra il 1956 e il 1964.

### Centro sperimentale di cinematografia
Nel 1973 fu allievo di Roberto Rossellini al Centro sperimentale di cinematografia, compiendo ricerche interdisciplinari sull'insieme dei mezzi di comunicazione di massa, con un occhio di riguardo per la televisione.
Rossellini proponeva di ripensare radicalmente i normali corsi. A quelli tecnici si affiancavano infatti corsi di psicologia, storia, economia e sociologia, in un nuovo ordinamento che non prevedeva più la parcellizzazione dei diversi mestieri del cinema, ma mirava alla formazione di "cineasti globali".
Mario frequentò successivamente da volontario gli ultimi set di Rossellini.

### Teatro Stabile dell'Aquila eLa Signora Ava
Dal 1971 lavorò per il TSA (Teatro Stabile dell'Aquila) come aiuto regista di Antonio Calenda e come regista di svariati spettacoli, maturando esperienza da organizzatore.
Inoltre, nel 1975, il TSA svolse un ruolo di collaborazione diretta nella produzione del primo sceneggiato televisivo in RVM La Signora Ava, tratto dal libro omonimo di Francesco Jovine, ne fu il consulente etnografico e aiuto regista per lo stesso Antonio Calenda. 
La vicenda ruota intorno a un preciso momento storico nella storia del Mezzogiorno: il biennio 1860-1861, che vide il crollo del Regno delle Due Sicilie, l'effimero entusiasmo garibaldino, la nascita dello Stato Sabaudo, l'esplosione della "diversità" meridionale e il primo tempo del brigantaggio. Tra gli attori, Gerardo Amato, Claudia Marsani, Romina Power, Amedeo Nazzari, Remo Girone. Lo sceneggiato Rai 2, si svolse in 3 puntate.

### Film location
Nel 1976, partecipò come location-man (Pescara) e aiuto regista in due film del regista di commedie erotiche Sergio Bergonzelli: La sposina, con Carlo De Mejo, Antiniska Nemour, Tiberio Murgia, Riccardo Garrone e Taxi Love, servizio per signora, con Malisa Longo, Blanca Estrada, Tiberio Murgia, Marisa Mell).

### La Figlia di Iorio - Il Film
Nel 2005 produsse e diresse il film La Figlia di Iorio - Il Film in occasione delle celebrazioni ufficiali del Comune di Pescara nel centenario della prima rappresentazione della Tragedia di Gabriele D’Annunzio, scritta nel 1903 e messa in scena nel 1904. Fu realizzato in accordo con la Fondazione Il Vittoriale degli Italiani e col contributo finanziario de il Comune di Pescara, la Provincia di Chieti, la Fondazione Caripe, la Provincia di Pescara.
Girato nelle modalità e con le metodologie del cinema indipendente a basso costo, il film fu ambientato nelle stesse località citate da D'Annunzio: nel Parco Nazionale della Majella e in altri suggestivi luoghi. Gli interni furono ricostruiti a Pescara, la recitazione in presa diretta.
È l'unico film parlato e a colori de La figlia di Iorio.
Una curiosità: il fazzoletto che indossava Candia della Leonessa nel primo atto è lo stesso che fu impiegato nella messa in scena diretta da Luigi Pirandello. Infatti l'attrice Igea Sonni è la nipote dell'attrice che prese parte all'edizione del 1934, e quel fazzoletto fu tramandato come cimelio da una famiglia che ha dato all'arte sei generazioni di attori e gente di teatro.

### Tra cinema, cultura e arte
Fu regista degli aspetti teatrali Fuori Uso 1991, una rassegna d'arte contemporanea internazionale, che si è svolta per molti anni a Pescara.
Tramite un concorso popolare i cittadini interpretarono se stessi secondo il copione pensato per ambientare uno spaccato della società dell'epoca all'ombra dell'ex municipio di Castellammare.
A Roma tra il 22 dicembre 1995 e il 18 febbraio 1996 è stato regista degli aspetti filmici e multimediali della mostra multimediale Lupo. Dall’Abruzzo all’immaginario.

#### Altre opere
Fu direttore, produttore, coproduttore e spesso scrittore di oltre 30 programmi per RAI 3, girando anche in Australia e Sud America. Ha prodotto e diretto oltre 70 documentari e video istituzionali aziendali per piccole imprese e grandi multinazionali come Cirio e Fiat.
Nelle ultime due stagioni estive dell'Ente Manifestazioni Pescaresi scrisse e diresse la Gran Serata Simenon e la Gran Serata Orson Welles, due spettacoli teatrali con proiezioni, dance e talk show.
Diresse e scrisse due sceneggiati radiofonici per RAI 1.

#### Didattica
Ha diretto e insegnato in diversi corsi finanziati dal Fondo Sociale Europeo, nelle scuole medie, nei centri di formazione e nelle Università, materie di teatro, cinema, marketing culturale, organizzazione culturale e gestione delle risorse umane nello spettacolo.

## Filmografia
- Signora Ava – miniserie TV (1975)
- La figlia di Iorio - Il Film (2005) - regista e produttore

## Teatro
- Don Chiscotte
- Cassaria di Ariosto, mise en espace di Mario Di Iorio. L'Aquila. Teatro Sant'Agostino (1996)
- Umanità, città, pubblicità di Mario Di Iorio, progetto "Nuove scritture drammaturgiche". Pescara, Florian Espace (1997)